# Дуровка (Кореневський район)
Дуровка (рос. Дуровка) — присілок в Кореневському районі Курської області Російської Федерації.
Населення становить 44 особи. Входить до складу муніципального утворення Ольговська сільрада.

## Історія
Населений пункт розташований на території українського етнічного та культурного краю Східна Слобожанщина.
Від 2004 року входить до складу муніципального утворення Ольговська сільрада.

## Населення
| 2002 | 2010 |
| ---- | ---- |
| 95   | ↘44  |